# 布蘭登堡-安斯巴赫的索菲
布蘭登堡-安斯巴赫的索菲（德語：Sophie von Brandenburg-Ansbach，1535年3月23日—1587年2月22日）是安斯巴赫藩侯格奧爾格的女兒，母親是薩克森的艾米莉亞。

## 家庭
1560年，索菲與萊格尼察公爵亨里克十一世結婚，兩人共有三個女兒：
1. 卡塔里娜（1561年—1608年）
2. 安娜（1563年—1620年）
3. 艾米莉亞（1563年—1618年）